# 安東尼亞第撞擊坑 (火星)
安東尼亞第撞擊坑（Antoniadi）是一個位於火星大瑟提斯高原的撞擊坑，中心座標21.5°N，299.2°W。它的直徑394公里，以希臘裔法國天文學家歐仁·米歇爾·安東尼亞第命名。

## 概況
目前有證據顯示安東尼亞第撞擊坑內曾有河流和湖泊。本條目的影像中則可看到撞擊坑內的倒轉河道。倒轉河道的形成原因是因為大量累積的沉積物被礦物膠結。河道侵蝕入地表以下後，整個河道會被沉積物覆蓋。當沉積物因為侵蝕而被搬運到別處後，會留下河道的部分，因為河道沉積物中的膠結礦物較硬，能抵抗侵蝕。

## 倒轉河道
火星有些地方出現了倒轉地形。在這些地方，河床的位置是比周圍高的，而非形成峽谷。這些倒轉的河道可能是因為大岩石的沉積或是鬆散物質凝結。在以上兩種情況下周圍區域的侵蝕將會形成遠離舊河道的山脊，可以增強對侵蝕的抵抗。以下由HiRISE拍攝安東尼亞第撞擊坑內的影像顯示了舊河道翻轉成彎曲的山脊。

## 圖集

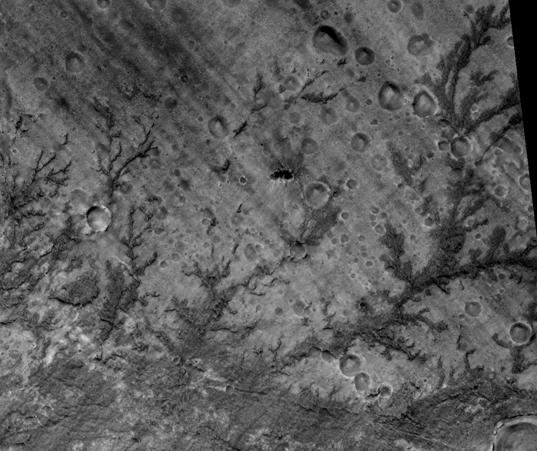
安東尼亞第撞擊坑內的倒轉河道。火星偵察軌道器的 HiRISE 拍攝。

## 外部連結
- Sjogren, W. L.; Ritke, S. J., Mars - Gravity data analysis of the crater Antoniadi
- Antoniadi in Google Mars （页面存档备份，存于）